# 1933 v hudbě
Tento článek obsahuje události související s hudbou, které proběhly v roce 1933.

## Narození
- 2. února – Orlando Cachaíto López, kubánský kontrabasista († 9. února 2009)
- 18. února – Yoko Ono, japonsko-americká hudebnice
- 21. února – Nina Simone, americká zpěvačka a klavíristka († 21. dubna 2003)
- 9. března – Lloyd Price, americký zpěvák
- 13. března – Mike Stoller, americký hudební skladatel
- 14. března – Quincy Jones, americký hudebník, hudební producent a skladatel
- 25. dubna – Jerry Leiber, americký hudební skladatel († 22. srpna 2011)
- 30. dubna – Willie Nelson, americký zpěvák a kytarista
- 3. května – James Brown, americký zpěvák († 25. prosince 2006)
- 21. května – Maurice André, francouzský trumpetista († 25. února 2012)
- 25. srpna – Wayne Shorter, americký saxofonista
- 27. srpna – Rudolf Dašek, český kytarista († 1. února 2013)
- 1. září – Conway Twitty, americký zpěvák a kytarista († 5. června 1993)
- 27. října – Floyd Cramer, americký klavírista († 31. prosince 1997)
- 3. listopadu – John Barry, britský hudební skladatel († 30. ledna 2011)
- 29. listopadu – John Mayall, britský kytarista, zpěvák a klávesista

## Úmrtí
- 12. ledna – Václav Suk, český houslista, hudební skladatel a dirigent (* 16. listopadu 1861)
- 28. ledna – Adolf Krössing, český operní pěvec (* 5. ledna 1848)
- 26. března – Eddie Lang, americký kytarista (* 25. října 1902)
- 24. května – Roderich Bass, český klavírista a hudební skladatel (* 16. listopadu 1873)
- 26. května – Jimmie Rodgers, americký zpěvák (* 8. září 1897)
- 15. července – Freddie Keppard, americký kornetista (* 27. února 1890)[1]